# Eduardo Duhalde
Eduardo Alberto Duhalde Maldonado, argentinski politik, * 5. oktober 1941, Lomas de Zamora, Argentina.
Duhalde je bil podpredsednik Argentine (1989-1991) in predsednik Argentine (2002-2003).